# Dagenham and Rainham (circonscription britannique)
Circonscription parlementaire de la Chambre des communes
La circonscription de Dagenham et Rainham  est une circonscription électorale anglaise située dans le Grand Londres, et représentée à la Chambre des communes du Parlement du Royaume-Uni depuis 2010 par Jon Cruddas du Parti travailliste.

## Géographie
La circonscription comprend :
- La ville de banlieue londonienne de Havering et Dagenham
- La partir est du borough londonien de Barking et Dagenham et la partie sud de Havering

## Députés
Les Members of Parliament (MPs) de la circonscription sont:
| Législature                                                   | Années       | Député | Député      | Parti        |
| ------------------------------------------------------------- | ------------ | ------ | ----------- | ------------ |
| Dagenham and Rainham issue de Dagenham, Hornchurch et Barking |              |        |             |              |
| 55e                                                           | 2010–2015    |        | Jon Cruddas | Travailliste |
| 56e                                                           | 2015–2017    |        | Jon Cruddas | Travailliste |
| 57e                                                           | 2017–2019    |        | Jon Cruddas | Travailliste |
| 58e                                                           | 2019–Présent |        | Jon Cruddas | Travailliste |

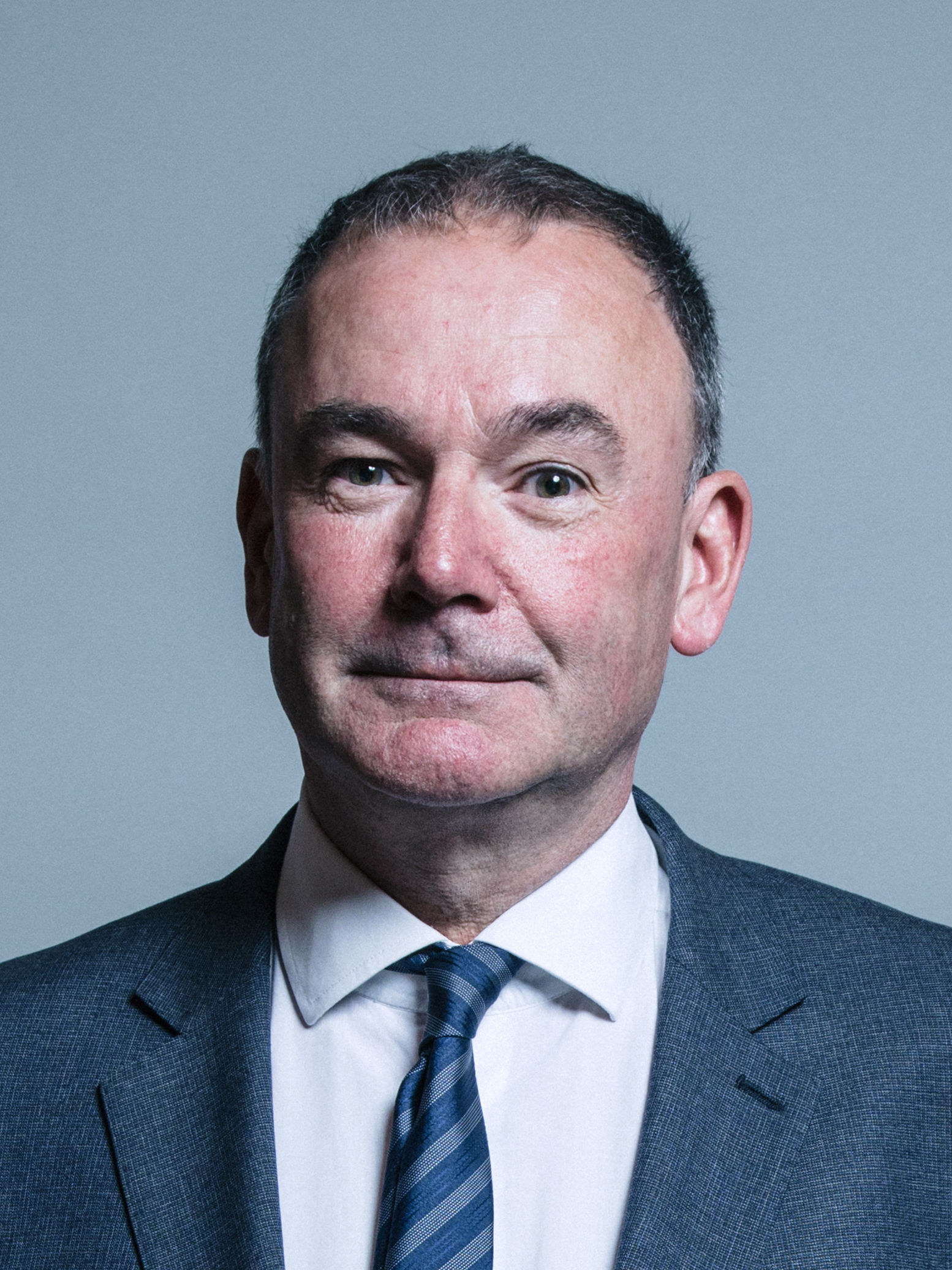
Jon Cruddas (2010-Présent)